# Critics’ Choice Movie Awards 2024

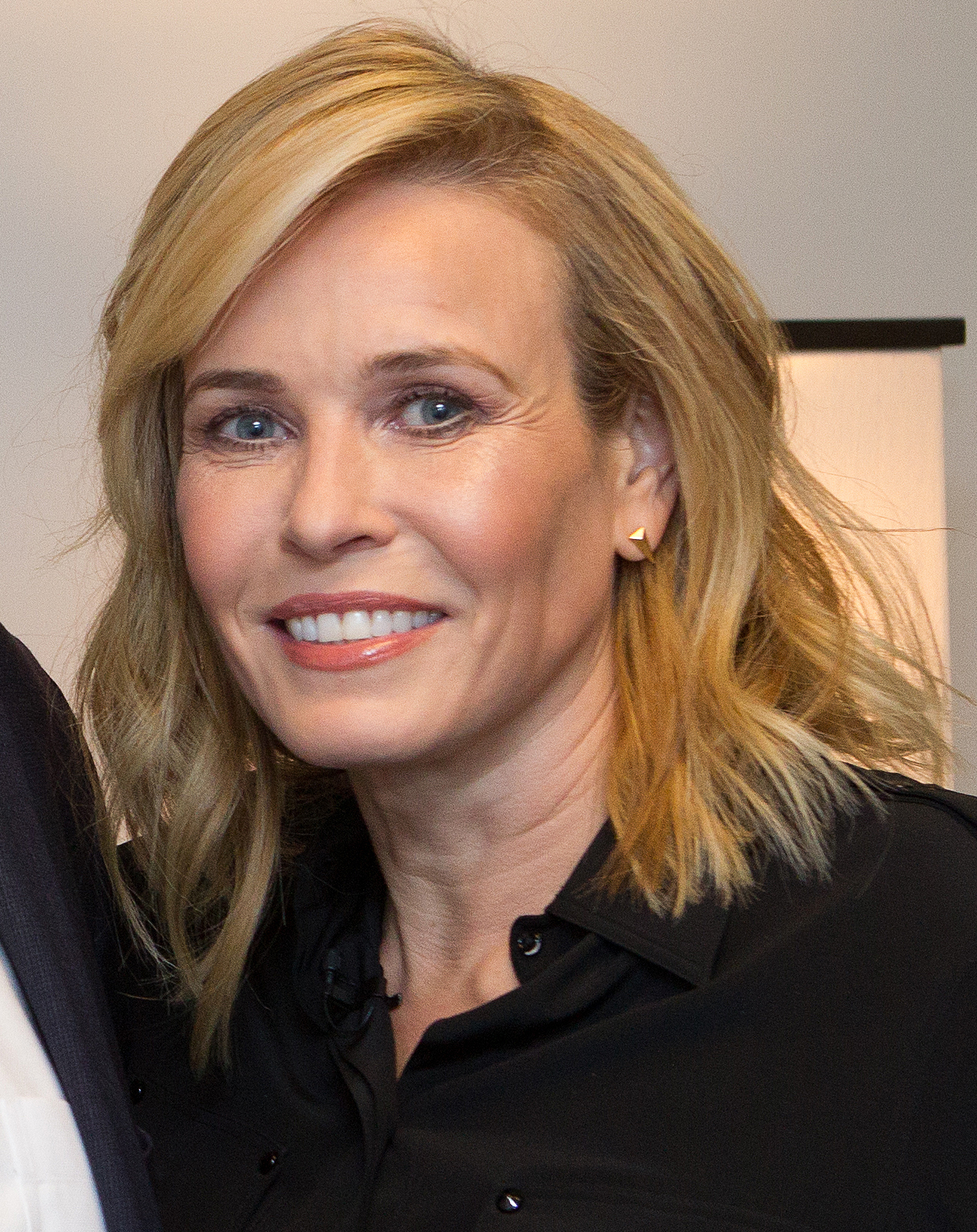
Chelsea Handler, die Moderatorin der Veranstaltung

Die 29. Verleihung der US-amerikanischen Critics’ Choice Movie Awards (englisch 29th Critics’ Choice Awards), die jährlich von der Critics Choice Association (CCA) vergeben werden, fand am 14. Januar 2024 im Barker Hangar auf dem Santa Monica Municipal Airport im kalifornischen Santa Monica statt. Die Verleihung wurde live vom US-Sender The CW ausgestrahlt und von Chelsea Handler moderiert.
Die Nominierungen wurden am 13. Dezember 2023 bekanntgegeben.

## Gewinner und Nominierte
| Film                                | N  | A |
| ----------------------------------- | -- | - |
| Barbie                              | 18 | 6 |
| Oppenheimer                         | 13 | 8 |
| Poor Things                         | 13 | 1 |
| Killers of the Flower Moon          | 12 | 0 |
| The Holdovers                       | 08 | 3 |
| Maestro                             | 08 | 0 |
| Amerikanische Fiktion               | 05 | 1 |
| Die Farbe Lila                      | 05 | 0 |
| Anatomie eines Falls                | 03 | 1 |
| Spider-Man: Across the Spider-Verse | 03 | 1 |
| Air: Der große Wurf                 | 03 | 0 |
| May December                        | 03 | 0 |
| Past Lives – In einem anderen Leben | 03 | 0 |
| Saltburn                            | 03 | 0 |

### Bester Film
Oppenheimer
Amerikanische Fiktion (American Fiction)
Barbie
Die Farbe Lila (The Color Purple)
The Holdovers
Killers of the Flower Moon
Maestro
Past Lives – In einem anderen Leben (Past Lives)
Poor Things
Saltburn

### Bester Hauptdarsteller
Paul Giamatti – The Holdovers
Bradley Cooper – Maestro
Leonardo DiCaprio – Killers of the Flower Moon
Colman Domingo – Rustin
Cillian Murphy – Oppenheimer
Jeffrey Wright – Amerikanische Fiktion (American Fiction)

### Beste Hauptdarstellerin
Emma Stone – Poor Things
Lily Gladstone – Killers of the Flower Moon
Sandra Hüller – Anatomie eines Falls (Anatomie d’une chute)
Greta Lee – Past Lives – In einem anderen Leben (Past Lives)
Carey Mulligan – Maestro
Margot Robbie – Barbie

### Bester Nebendarsteller
Robert Downey Jr. – Oppenheimer
Sterling K. Brown – Amerikanische Fiktion (American Fiction)
Robert De Niro – Killers of the Flower Moon
Ryan Gosling – Barbie
Charles Melton – May December
Mark Ruffalo – Poor Things

### Beste Nebendarstellerin
Da’Vine Joy Randolph – The Holdovers
Emily Blunt – Oppenheimer
Danielle Brooks – Die Farbe Lila (The Color Purple)
America Ferrera – Barbie
Jodie Foster – Nyad
Julianne Moore – May December

### Beste Jungdarsteller
Dominic Sessa – The Holdovers
Abby Ryder Fortson – Are You There God? It’s Me, Margaret.
Ariana Greenblatt – Barbie
Calah Lane – Wonka
Milo Machado Graner – Anatomie eines Falls (Anatomie d’une chute)
Madeleine Yuna Voyles – The Creator

### Bestes Schauspielensemble
Oppenheimer
Air: Der große Wurf (Air)
Barbie
Die Farbe Lila (The Color Purple)
The Holdovers
Killers of the Flower Moon

### Beste Regie
Christopher Nolan – Oppenheimer
Bradley Cooper – Maestro
Greta Gerwig – Barbie
Giorgos Lanthimos – Poor Things
Alexander Payne – The Holdovers
Martin Scorsese – Killers of the Flower Moon

### Bestes Originaldrehbuch
Greta Gerwig und Noah Baumbach – Barbie
Samy Burch – May December
Alex Convery – Air: Der große Wurf (Air)
Bradley Cooper und Josh Singer – Maestro
David Hemingson – The Holdovers
Celine Song – Past Lives – In einem anderen Leben (Past Lives)

### Bestes adaptiertes Drehbuch
Cord Jefferson – Amerikanische Fiktion (American Fiction)
Kelly Fremon Craig – Are You There God? It’s Me, Margaret.
Andrew Haigh – All of Us Strangers
Tony McNamara – Poor Things
Christopher Nolan – Oppenheimer
Eric Roth und Martin Scorsese – Killers of the Flower Moon

### Beste Kamera
Hoyte van Hoytema – Oppenheimer
Matthew Libatique – Maestro
Rodrigo Prieto – Barbie
Rodrigo Prieto – Killers of the Flower Moon
Robbie Ryan – Poor Things
Linus Sandgren – Saltburn

### Bestes Szenenbild
Sarah Greenwood und Katie Spencer – Barbie
Suzie Davies und Charlotte Watts – Saltburn
Ruth De Jong und Claire Kaufman – Oppenheimer
Jack Fisk und Adam Willis – Killers of the Flower Moon
James Price, Shona Heath und Zsuzsa Mihalek – Poor Things
Adam Stockhausen und Kris Moran – Asteroid City

### Bester Schnitt
Jennifer Lame – Oppenheimer
William Goldenberg – Air: Der große Wurf (Air)
Nick Houy – Barbie
Yorgos Mavropsaridis – Poor Things
Thelma Schoonmaker – Killers of the Flower Moon
Michelle Tesoro – Maestro

### Beste Kostüme
Jacqueline Durran – Barbie
Lindy Hemming – Wonka
Francine Jamison-Tanchuck – Die Farbe Lila (The Color Purple)
Holly Waddington – Poor Things
Jacqueline West – Killers of the Flower Moon
Janty Yates und David Crossman – Napoleon

### Bestes Make-up und beste Frisuren
Barbie
Die Farbe Lila (The Color Purple)
Maestro
Oppenheimer
Poor Things
Priscilla

### Beste visuelle Effekte
Oppenheimer
The Creator
Guardians of the Galaxy Vol. 3
Mission: Impossible – Dead Reckoning Teil Eins (Mission: Impossible – Dead Reckoning Part One)
Poor Things
Spider-Man: Across the Spider-Verse

### Beste Komödie
Barbie
Amerikanische Fiktion (American Fiction)
Bottoms
The Holdovers
No Hard Feelings
Poor Things

### Bester Animationsfilm
Spider-Man: Across the Spider-Verse
Der Junge und der Reiher (君たちはどう生きるか, Kimitachi wa Dō Ikiru ka)
Elemental
Nimona
Teenage Mutant Ninja Turtles: Mutant Mayhem
Wish

### Bester fremdsprachiger Film
Anatomie eines Falls (Anatomie d’une chute, Frankreich)
Godzilla Minus One (ゴジラ-1.0, Gojira Mainasu Wan, Japan)
Perfect Days (Japan)
Die Schneegesellschaft (La sociedad de la nieve, Spanien)
Geliebte Köchin (La passion de Dodin Bouffant, Frankreich)
The Zone of Interest (Vereinigtes Königreich)

### Bestes Lied
I’m Just Ken aus Barbie
Dance the Night aus Barbie
Peaches aus Der Super Mario Bros. Film (The Super Mario Bros. Movie)
Road to Freedom aus Rustin
This Wish aus Wish
What Was I Made For? aus Barbie

### Beste Musik
Ludwig Göransson – Oppenheimer
Jerskin Fendrix – Poor Things
Michael Giacchino – Die Schneegesellschaft (La sociedad de la nieve)
Daniel Pemberton – Spider-Man: Across the Spider-Verse
Robbie Robertson – Killers of the Flower Moon
Mark Ronson und Andrew Wyatt – Barbie